# FX Interactive
FX Interactive és una empresa de desenvolupament de videojocs hispano-italiana (més específicament amb seus a Madrid i Milà) fundada el 1999. Ha publicat Navy Moves, i FX Fútbol.
L'any 2014 va deixar de pagar als seus empleats. El 2015 va patir una crisi econòmica. A partir del 2018, va estar a punt de fer fallida econòmica. El maig de 2017 i després d'haver estat objecte de diverses condemnes per impagaments, l'empresa és finalment declarada en concurs de creditors pel Jutjat del Social 24 de Madrid després d'acumular un deute de més de 54.000 euros.

## Història
FX Interactive està dividida oficiosament en dues parts: FX Edició que és la que s'encarrega de l'adquisició i localització de productes de tercers i la seva posada en el mercat i FX Studio que s'encarrega de desenvolupar videojocs propis. El primer projecte de FX Studio es troba actualment en desenvolupament. Es tracta d'un "remake" del videojoc Navy Moves, originalment publicat el 1983 per Dinamic Software per ZX Spectrum, MSX, Amstrad CPC, Amiga i Atari ST. La data de començament del desenvolupament d'aquest joc és juliol de 1999 i se suposa que sortirà en algun moment de 2009 el que li convertirà en el desenvolupament més llarg realitzat a Espanya (10 anys).
Ha tret nombrosos títols per a PC com Imperivm o Sacred, i ha reeditat molts més. La seva gran catàleg està qualificat com el major proveïdor dels millors videojocs per a PC. Se la pot considerar l'hereva de la desapareguda Dinamic Multimedia, a reeditar alguns dels títols del catàleg d'aquesta, com Runaway o Hollywood Monsters entre d'altres.

## Catàleg
Per ara l'integren, entre d'altres més: 
- American Conquest Anthology
- Ajedrez Premium
- Apache vs. Havoc
- Avencast
- Civilization II
- Call of Juarez
- Colin McRae Rally 04
- Cossacks Anthologhy
- Crazy Machines 2
- Delta Force 2
- Delta Force - Black Hawk Down
- Dracula Origin
- Disciples II
- Drakensang
- Drakensang 2
- Dragon's Lair
- El Rey Arturo
- Emergency 4 Edición Oro
- Flatout 2
- Football Generation
- Hollywood Monsters
- Imperivm (Saga)
  - Imperivm: La Guerra de la Galias
  - Imperivm II: La conquista de Hispania
  - Imperivm III: Las Grandes Batallas de Roma
  - Imperivm Civitas
  - Imperivm Civitas II
  - Imperivm Civitas III
  - Imperivm Online
- Jack Keane
- Mars Invader
- Mind Training
- Morpheus
- Navy Moves
- Panzers
- Panzers II
- Patrician (Saga)
  - Patrician II
  - Patrician III
- Port Royale II
- Power Tank
- Real War
- Robin Hood-Edición de Oro
- Runaway: A Road Adventure
- Runaway 2: El Sueño de la Tortuga
- Runaway 3: A Twist of Fate
- Sacred Edición Oro
- Sega Rally 2
- Sherlock Holmes: La Aventura
- Sherlock Holmes y el rey de los ladrones
- Ski Alpin
- Sparta: La Batalla de las Termópilas
- Sparta II
- Strike Fighters
- Submarine Titans
- The Fallen
- The Longest Journey
- Toca Race Driver 2
- Torrente: El juego
- Trackmania
- Trackmania Forever
- Traitors Gate
- Trials 2
- Trilogía Dragon's Lair
- Tzar: The Burden Of The Crown
- Worldshift
- X-Plane 7